# Nón bài thơ
Nón Bài Thơ là một loại nón lá đặc biệt ở xứ Huế, khi soi lên ánh sáng thì thấy hiện lên bài thơ hay hình ảnh hoa văn được tạo nên khéo léo, bố cục cân đối giữa hai lớp lá của nón.

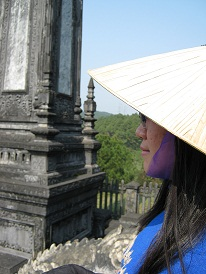
Nón Bài Thơ ở Ứng Lăng - Thừa Thiên Huế

## Đặc trưng
Nón bài thơ xứ Huế cũng giống như nón ở một số địa phương khác trên cả nước, tuy nhiên nét đặc thù mang đậm dấu ấn phong cách Huế chính là dáng nón thanh tao, mềm mại, màu trắng sáng xanh mát dịu của lá và những hình hoa văn được tạo nên khéo léo,bố cục cân đối giữa hai lớp lá, chỉ khi soi ra trước ánh sáng mới có thể nhận thấy được vẻ đẹp đầy thi vị này. Và để làm nên những chiếc nón bài thơ này là cả một nghệ thuật, đòi hỏi sự kì công, khéo léo của những nghệ nhân làm nón.

## Lịch sử ra đời
Từ rất lâu đời, do nhu cầu của cuộc sống của các vương triều phong kiến nhà Nguyễn (kéo dài 143 năm: 1802 – 1945) và do sự phân công lao động trong xã hội, vì vậy, nhiều làng nghề thủ công nổi tiếng trên vùng đất Huế đã được hình thành, phát triển và tồn tại cho đến tận ngày nay. Trong số đó có những làng nón truyền thống như Phủ Cam, Đốc Sơ, Dạ Lê, Kim Long, Tây Hồ và làng nón Bài Thơ.
Có lẽ chưa thể có câu trả lời chính xác nhất về thời điểm ra đời. Tuy nhiên, theo những ghi chép còn sót lại của Lê Quý Đôn trong "Phủ biên tạp lục", khi nhận xét về chiếc nón lá xứ Thuận Hóa ở thế kỷ XVI, XVII đã cho chúng ta biết rằng nghề làm nón lá Huế đã có từ khoảng hơn 300 - 400 năm về trước.
Nghề làm nón ở Huế xuất phát từ nhu cầu của đời sống dân gian. Nón vừa là vật dụng khá tiện lợi, phù hợp với khí hậu nhiệt đới nóng ẩm, giá lại rẻ, vì vậy, nón Huế rất được ưa chuộng. Nón Huế xuất hiện ở mọi nơi, trên cánh đồng lúa chín vàng ươm, ở chốn đền đài lăng tẩm vươn màu thời gian. Ai ai cũng có thể đội nón Huế. Từ cụ già đến em bé, hướng dẫn viên và cả những du khách nước ngoài.
Nghề làm nón lá nổi tiếng ở Huế từ lâu nhưng làm nón bài thơ thì chỉ khoảng từ sau năm 1959. Người dân Tây Hồ luôn tự hào quê mình là nơi xuất xứ của nón bài thơ xứ Huế. Chiếc nón bài thơ ra đời ở Tây Hồ như một sự tình cờ. Đó là vào khoảng năm 1959-1960, ông Dương Đức Bặt - một nghệ nhân chằm nón lá, cũng là một người yêu thơ phú trong làng đã có sáng kiến làm nên nón bài thơ, bằng cách ép những câu thơ vào giữa hai lớp lá, tôn vinh thêm vẻ đẹp của chiếc nón.
Lúc đó, nón lá ở Huế chủ yếu bán vào thị trường ở các tỉnh phía Nam, nên hai câu thơ đầu tiên được ông Bặt ép vào chiếc nón là: "Ai ra xứ Huế mộng mơ / Mua về chiếc nón bài thơ làm quà".
Ban đầu, nón bài thơ được người dân Tây Hồ làm để tặng người thân, không ngờ lại được mọi người yêu thích. Từ đó, những người làm nón ở Tây Hồ bắt đầu làm nón bài thơ hàng loạt, đưa ra bán ở thị trường. Những câu thơ được ép vào nón cũng đa dạng và phong phú hơn, thường là những câu thơ về Huế.

## Cách làm
Để làm được một chiếc nón bài thơ, phải trải qua rất nhiều công đoạn.Toàn bộ quy trình này, chủ yếu có 3 nhóm việc chính: Chuẩn bị khung và vành nón, xử lý lá nón, khâu và hoàn thiện nón. Trước hết là khâu tạo khung và vành nón. Đây là công việc đòi hỏi người thợ có nhiều kinh nghiệm, cẩn thận và khéo tay. Chiếc khung nón bao gồm 12 thanh gỗ vát mảnh được ghép lại, khớp nhau ở đỉnh, phía dưới khoảng cách đều nhau. Toàn bộ mặt khung hình khum nhẹ. Tùy thuộc vào thợ làm nón đặt loại khung nào thì người thợ sẽ làm loại khung đó. Nhưng tinh tế hơn cả vẫn là khâu làm vành. Vành nón được làm từ thân cây lồ ô. Bộ vành quyết định chủ yếu dáng vẻ chiếc nón. Có người đã nhận xét: "Nón Huế nhẹ, mềm mỏng, trước hết ở cốt cách của bộ vành. 16 vành như 16 vầng trăng được ve thật nhanh, thật tròn, thật nhẵn, thật điệu, sao cho không gợn chút méo mó ngay cả ở chỗ mắt cây".
Vùng sơn cước của Thừa Thiên Huế dường như là kho thiên nhiên vô tận để khai thác lá nón. Sau khi thợ sơn tràng đưa lá về, lá được tuyển sơ để chuyển sang sấy. Lá nón sấy đạt yêu cầu phải thỏa mãn các điều kiện là lá chín đều, khô vừa, giữ được sắc xanh nhẹ, chưa hoàn toàn ngả sang màu trắng vàng.
Đây là công việc vất vả và khá quan trọng, quyết định đến chất lượng của chiếc nón được tạo ra. Sau khi sấy xong, người thợ sẽ đem lá về rãi sương (giữ độ ẩm), ủi và lựa lá. Họ rất thạo trong việc chọn lá đực, lá cái, mặt phải, mặt trái, cắt và rọc sống. Hai mươi chiếc lá đực được xây đầu tiên sẽ nằm ở mặt trong. Tiếp đến là hình hoa văn – bài thơ phủ kín diện tích xung quanh chiếc nón. Lá cái được xây ở ngoài cùng. Ở công đoạn này động tác phải nhẹ nhàng khéo léo, chèn kỹ, đẹp và dằn chắc chắn, giữ cho mặt lá phẳng không xê dịch.
Khâu (chằm) nón là công đoạn quyết định đến sự hình thành và vẻ đẹp của cả chiếc nón. Người thợ sẽ khâu từ trên xuống đến vành 15, cứ 1 cm 3 mũi cước trong suốt. Vành cuối cùng khâu cước trắng, 2 mũi kim cách nhau 2 cm.
Đường chằm phải mềm mại, thanh nhẹ, dịu dàng. Bàn tay khéo léo của những nghệ nhân các làng nón đã làm được điều đó bằng tài năng và sự khổ luyện của mình, có khi phải chong đèn thâu đêm, suốt sáng, miệt mài, dường như không biết mỏi là gì. Khâu xong nón, người thợ chỉ còn việc đánh quai, chải dầu. Lớp dầu bóng bằng nhựa thông pha cồn làm cho nón thêm sáng, đẹp và chống thấm nước. Từ đây, chiếc nón bắt đầu cuộc hành trình của mình đến với người tiêu dùng gần - xa.
Gọi tên "Nón bài thơ" chính là vì những họa tiết được ghép vào giữa chiếc nón để mỗi khi che nghiêng nón lá trên làn nắng nhẹ, những công trình kiến trúc như chùa Thiên mụ, cầu Tràng Tiền, sông Hương cùng những vần thơ chợt hiện ra, khơi gợi bao cảm xúc trong mỗi người khi nhìn ngắm.

## Hình ảnh trong văn học
| “                            | Đó là chiếc nón nên thơ thanh lịch. Một món trang sức nhuần nhụy của cô gái Huế, nhẹ nhàng trên đầu, được chằm bằng những vành tre cật vót chải chuốt nhỏ như tăm. Những tấm lá trắng muốt được là phẳng, sắp xếp đều đặn, được khâu kín đáo và tỉ mỉ vào thân nón bằng những sợi cước trong suốt. Khi đội thắt thêm quai nón bằng dải lụa mỏng, khi thì màu tím ấp ủ, khi thì màu xanh ánh trăng hay màu biếc của liễu non, khi lại màu vàng mỡ gà, khi lại màu hồng ráng chiều. Cũng có người thích quai nón bằng dải lụa mỏng trắng bạch, hay dải gấm, dải nhung đen tuyền làm nổi bật làn da người đội nón. | ” |
| — Thanh Tịnh - Trần Việt Ngữ | |   |